# 도둑냥
《도둑냥》은 2020년에 개봉한 대한민국의 영화이다.

## 캐스팅

### 주연
- 한지호 : 석구 역
- 이예지 : 은숙 역

### 조연
- 한상철 : 조폭 1 역
- 한상조 : 조폭 2 역
- 이재석 : 미행 남 역

### 단역
- 이상윤 : 은숙 애인 역
- 유효종 : 석구 부 역
- 임영희 : 석구 모 역
- 정명진 : 경찰 1 역
- 손우담 : 경찰 2 역
- 박성제 : 좀비 1 역
- 이상택 : 좀비 2 역
- 이호섭 : 사진관 손님 1 역
- 정의진 : 사진관 손님 2 역
- 박세리 : 사진관 손님 3 역
- 김한상 : 이삿짐 직원 역
- 이상희 : 동네 아줌마 1 역
- 이소희 : 동네 아줌마 2 역
- 이다연 : 동네 아줌마 3 역
- 김유리 : 옷가게 직원 역
- 황예빈 : 동네 소녀 역
- 노희중 : 조폭 사진 역
- 신수연 : 사진속 아이 역